# Tczów (village)
Pour les articles homonymes, voir Tczów.
Tczów (prononciation : [tt͡ʂuf]) est un village polonais de la gmina de Tczów dans le powiat de Zwoleń de la voïvodie de Mazovie dans le centre-est de la Pologne.
Il est le siège administratif de la gmina appelée gmina de Tczów.
Il se situe à environ 9 kilomètres à l'ouest de Zwoleń (siège du powiat) et 104 kilomètres au sud de Varsovie (capitale de la Pologne).
Le village compte une population d'environ 620 habitants en 2006.

## Histoire
De 1975 à 1998, le village appartenait administrativement à la voïvodie de Radom.